# استرافانستی
استرافانستی (به لاتین: Ștefănești) یک منطقهٔ مسکونی در مولداوی است که در شهرستان استفن وودکا واقع شده‌است. استرافانستی ۲۴٫۲۵ کیلومتر مربع مساحت و ۱٬۰۸۴ نفر جمعیت دارد و ۱۱۴ متر بالاتر از سطح دریا واقع شده‌است.